# Sergio del Campo Estaún
Sergio del Campo Estaún, né le 23 octobre 1981, est un homme politique espagnol membre de Ciudadanos.
Il est élu député de la circonscription de Tarragone lors des élections générales de décembre 2015.

## Biographie

### Profession
Sergio del Campo Estaún est diplômé en relations au travail. Il est titulaire d'une licence en sciences du travail. Il est sous-inspecteur du travail et de la sécurité sociale.

### Activités politiques
Le 20 décembre 2015, il est élu député pour Tarragone au Congrès des députés et réélu en 2016.